# Mendenhall
Mendenhall és una població dels Estats Units a l'estat de Mississipi. Segons el cens del 2000 tenia 2.555 habitants.

## Demografia
Segons el cens del 2000, Mendenhall tenia 2.555 habitants, 938 habitatges, i 678 famílies. La densitat de població era de 185,4 habitants per km².
Dels 938 habitatges en un 31,9% hi vivien nens de menys de 18 anys, en un 50% hi vivien parelles casades, en un 16,7% dones solteres, i en un 28,9% no eren unitats familiars. En el 25,4% dels habitatges hi vivien persones soles el 14,2% de les quals corresponia a persones de 65 anys o més que vivien soles. El nombre mitjà de persones vivint en cada habitatge era de 2,54 i el nombre mitjà de persones que vivien en cada família era de 3,04.
Per edats la població es repartia de la següent manera: un 25,7% tenia menys de 18 anys, un 9,2% entre 18 i 24, un 26,2% entre 25 i 44, un 20,5% de 45 a 60 i un 18,3% 65 anys o més.
L'edat mediana era de 37 anys. Per cada 100 dones de 18 o més anys hi havia 85,7 homes.
La renda mediana per habitatge era de 26.944 $ i la renda mediana per família de 32.656 $. Els homes tenien una renda mediana de 30.335 $ mentre que les dones 17.328 $. La renda per capita de la població era de 14.340 $. Entorn del 23,6% de les famílies i el 26% de la població estaven per davall del llindar de pobresa.

## Poblacions més properes
El següent diagrama mostra les poblacions més properes.